# Клепиніне
Клепи́ніне (до 1948 року — Ташли́-Кипча́к; крим. Taşlı Qıpçaq) — село Курманського району Автономної Республіки Крим.
Відстань від райцентру до населеного пункта становить 9 кілометрів по прямій.
У 2023 році у проєкті Постанови Верховної Ради України «Про перейменування деяких населених пунктів Автономної Республіки Крим» село запропоновано перейменувати на Ташли-Кипчак.